# 北中城村立北中城小学校
北中城村立北中城小学校（きたなかぐすくそんりつ きたなかぐすくしょうがっこう）は、沖縄県国頭郡北中城村喜舎場にある公立小学校。

## 沿革
出典
- 1894年（明治27年）4月 - 喜舎場1番地（現在地）に中城小学校喜舎場分校設置。
- 1902年（明治35年）4月1日 - 喜舎場小学校が独立し、喜舎場分校を喜舎場小学校と改称。島袋善栄を初代校地に発令。
- 1916年（大正5年）4月1日 - 高等科を併置し、喜舎場尋常高等小学校と改称。
- 1941年（昭和16年）4月1日 - 勅怜第148号（国民学校令）により、喜舎場国民学校と改称。8か年義務制となる。
- 1945年（昭和20年）12月7日 - 安谷屋区に喜舎場初等学校として開校式挙行、戦後兼任校長として、野嵩初等学校長桃原良謙が着任。この時点の在籍数118名、8学級。
- 1946年（昭和21年）
  - 3月29日 - 第1回卒業式挙行。
  - 4月29日 - 喜舎場分教場開校式挙行。
  - 12月10日 - 戦後第1回運動会を開催。
- 1952年（昭和27年）4月1日 - 琉球政府創立。校名を北中城初等学校より北中城小学校に変更。
- 1957年（昭和32年）10月7日 - 小・中学校連合運動会開催。
- 1960年（昭和35年）1月18日 - パン給食開始。
- 1965年（昭和40年）4月23日 - 校旗制定（昭和39年度卒業記念）。
- 1971年（昭和46年）10月14日 - 校歌制定（作詞:喜屋武真栄、作曲:田場盛徳）。
- 1972年（昭和47年）5月15日 - 沖縄の日本復帰により、琉球政府を解消し、沖縄県北中城村立北中城小学校と改称。
- 1978年（昭和53年）9月11日 - 新校舎、図書館、南水洗トイレの工事着工。
- 1985年（昭和60年）
  - 2月18日 - 創立85周年記念事業としてコンビネーション、ジェットコースター、その他遊具設置完了。
  - 6月6日 - プール完工。村役場・教育委員会・学校共催で、プール開き挙行。
- 1997年（平成9年）5月10日 - 新校舎落成記念式典挙行。
- 1998年（平成10年）8月13日 - コンピュータ設置。
- 2002年（平成14年）12月13日 - 創立百周年記念樹を植樹、桜の苗木100本植樹。
- 2003年（平成15年）2月23日 - 創立百周年記念式典を挙行し、祝賀会開催。
- 2004年（平成16年）4月5日 - 父母教師会より、「地域安全マップ」進呈。
- 2006年（平成18年）
  - 10月10日 - 「人権の花」運動指定校（植え付け式挙行）。
  - 12月8日 - 「人権の花」開花式挙行。

## 通学区域と進学先中学校
出典

### 通学区域
- 喜舎場・仲順・熱田・和仁屋・渡口・屋宜原・瑞慶覧・安谷屋・荻道・大城・美崎

### 進学先中学校
- 北中城村立北中城中学校

## 周辺
- 北中城村立北中城幼稚園 - 敷地が隣接、かつ進学前幼稚園のひとつ。
- きたなかぐすく子育て支援センター
- 北中城郵便局 - 敷地が隣接。
- 沖縄県道81号宜野湾北中城線
- 北中城村立喜舎場保育所 - 進学前保育所のひとつ。
- 北中城村役場
- 北中城村上下水道庁舎（上下水道課）
- 沖縄自動車道
  - 喜舎場バスストップ
  - 喜舎場スマートインターチェンジ - 那覇方面行のみ利用可[4]。

## アクセス
- 沖縄バス52系統「与勝線」・61系統「前原線」、北中城村コミュニティバス『グスクめぐりん』「東ルート」・「西ルート」で、「喜舎場」停留所より、学校正門（校門）まで、
  - 那覇バスターミナル（路線バス）・サンエーパルコシティ前（路線バス）・島袋公民館（和仁屋経由・コミュニティバス）・イオンモール沖縄ライカム（屋宜原経由・コミュニティバス）方面行のりばから、徒歩約475m・約7分。
  - 屋慶名バスターミナル（路線バス）・島袋公民館（あやかりの里経由・コミュニティバス）のりばから、徒歩約430m・約7分。
- 高速バス「喜舎場」停留所より、学校正門（校門）まで、
  - 上り線（那覇バスターミナル・那覇空港行）のりばから、徒歩約670m・約10分。
  - 下り線（具志川バスターミナル・東山駐車場・名護バスターミナル行）のりばから、徒歩約900m・約14分。
- なお、路線バス停留所・高速バス停留所共、学校敷地までの直線距離は近いが、道路形状の関係で、遠廻りとなる。